# Campeonato de béisbol juvenil de Panamá de 2020
La LI Temporada 2020 Copa Caja de Ahorros dedicado a Allan Sydney Lewis empezó el 3 de enero de 2020 hasta el 7 de marzo de 2020, el partido inaugural se dio en el nuevo Estadio Roberto "Flaco Bala" Hernández de la Provincia de Los Santos, en el partido entre Panamá Metro vs Los Santos, con marcador final de 13-7 a favor de los visitantes.

## Equipos participantes
Los equipos oficialmente inscritos para participar en el Campeonato Nacional Juvenil son: 
| Bocas del Toro     | Herrera      |
| Coclé              | Los Santos   |
| Colón              | Panamá Este  |
| Chiriquí           | Panamá Metro |
| Chiriquí Occidente | Panamá Oeste |
| Darién             | Veraguas     |

## Serie Regular
Todos contra todos a dos vueltas.

| Serie Regular      | JJ | JG | JP | PROM  | Observación |
| ------------------ | -- | -- | -- | ----- | ----------- |
| Herrera            | 22 | 20 | 2  | 0.909 | CLASIFICADO |
| Panamá Oeste       | 22 | 16 | 6  | 0.727 | CLASIFICADO |
| Coclé              | 22 | 15 | 7  | 0.682 | CLASIFICADO |
| Los Santos         | 22 | 14 | 8  | 0.636 | CLASIFICADO |
| Panamá Metro       | 22 | 13 | 9  | 0.591 | CLASIFICADO |
| Chiriquí           | 22 | 11 | 11 | 0.500 | CLASIFICADO |
| Panamá Este        | 22 | 11 | 11 | 0.500 | CLASIFICADO |
| Chiriquí Occidente | 22 | 10 | 12 | 0.455 | DESEMPATE   |
| Veraguas           | 22 | 10 | 12 | 0.455 | DESEMPATE   |
| Colón              | 22 | 8  | 14 | 0.364 | ELIMINADO   |
| Bocas del Toro     | 22 | 3  | 19 | 0.136 | ELIMINADO   |
| Darién             | 22 | 1  | 21 | 0.045 | ELIMINADO   |

### Juego de desempate
| Desempate Chiriquí Occidente vs. Veraguas                                                          |               |       |          |                               |  |
| \| 31 de enero, 15:00 \| Ch. Occidente \| 0 : 1 \| Veraguas \| Roberto Hernández, Las Tablas \| \| |               |       |          |                               |  |
| 31 de enero, 15:00                                                                                 | Ch. Occidente | 0 : 1 | Veraguas | Roberto Hernández, Las Tablas |  |

| 31 de enero, 15:00 | Ch. Occidente | 0 : 1 | Veraguas | Roberto Hernández, Las Tablas |  |

## Fase Final
|  | Serie de 8 | Serie de 8   | Serie de 8 |            |   | Serie Semifinal | Serie Semifinal | Serie Semifinal |  |   | Serie Final | Serie Final | Serie Final |  |
|  |            |              |            |            |   |                 |                 |                 |  |   |             |             |             |  |
|  |            |              |            |            |   |                 |                 |                 |  |   |             |             |             |  |
|  | 1          | Herrera      | 4          |            |   |                 |                 |                 |  |   |             |             |             |  |
|  | 1          | Herrera      | 4          |            |   |                 |                 |                 |  |   |             |             |             |  |
|  | 8          | Veraguas     | 1          |            |   |                 |                 |                 |  |   |             |             |             |  |
|  | 8          | Veraguas     | 1          |            | 1 | Herrera         | 4               |                 |  |   |             |             |             |  |
|  |            |              |            |            | 1 | Herrera         | 4               |                 |  |   |             |             |             |  |
|  |            |              | 4          | Los Santos | 3 |                 |                 |                 |  |   |             |             |             |  |
|  | 4          | Los Santos   | 4          | Los Santos | 3 | 4               |                 |                 |  |   |             |             |             |  |
|  | 4          | Los Santos   |            |            |   |                 |                 |                 |  |   |             |             |             |  |
|  | 5          | Panamá Metro | 3          |            |   |                 |                 |                 |  |   |             |             |             |  |
|  | 5          | Panamá Metro | 3          |            |   |                 |                 |                 |  | 1 | Herrera     | 4           |             |  |
|  |            |              |            |            |   |                 |                 |                 |  | 1 | Herrera     | 4           |             |  |
|  |            |              | 3          | Coclé      | 2 |                 |                 |                 |  |   |             |             |             |  |
|  | 2          | Panamá Oeste | 3          | Coclé      | 2 | 4               |                 |                 |  |   |             |             |             |  |
|  | 2          | Panamá Oeste |            |            |   |                 |                 |                 |  |   |             |             |             |  |
|  | 7          | Panamá Este  | 1          |            |   |                 |                 |                 |  |   |             |             |             |  |
|  | 7          | Panamá Este  | 1          |            | 2 | Panamá Oeste    | 3               |                 |  |   |             |             |             |  |
|  |            |              |            |            | 2 | Panamá Oeste    | 3               |                 |  |   |             |             |             |  |
|  |            |              | 3          | Coclé      | 4 |                 |                 |                 |  |   |             |             |             |  |
|  | 3          | Coclé        | 3          | Coclé      | 4 | 4               |                 |                 |  |   |             |             |             |  |
|  | 3          | Coclé        |            |            |   |                 |                 |                 |  |   |             |             |             |  |
|  | 6          | Chiriquí     | 3          |            |   |                 |                 |                 |  |   |             |             |             |  |
|  | 6          | Chiriquí     | 3          |            |   |                 |                 |                 |  |   |             |             |             |  |
|  |            |              |            |            |   |                 |                 |                 |  |   |             |             |             |  |

### Serie de ocho
| Juego 1, 2 de febrero, 18:00 | Herrera | 4:2 | Veraguas | Claudio Nieto, Monagrillo |  |

| Juego 2, 3 de febrero, 19:00 | Herrera | 7:0 | Veraguas | Claudio Nieto, Monagrillo |  |

| Juego 3, 5 de febrero, 19:00 | Veraguas | 6:9 | Herrera | Omar Torrijos, Santiago |  |

| Juego 4, 6 de febrero, 19:00 | Veraguas | 8:3 | Herrera | Omar Torrijos, Santiago |  |

| Juego 5, 7 de febrero, 19:00 | Veraguas | 1:9 | Herrera | Omar Torrijos, Santiago |  |

| Juego 1, 2 de febrero, 18:00 | Herrera | 4:2 | Veraguas | Claudio Nieto, Monagrillo |  |

| Juego 2, 3 de febrero, 19:00 | Herrera | 7:0 | Veraguas | Claudio Nieto, Monagrillo |  |

| Juego 3, 5 de febrero, 19:00 | Veraguas | 6:9 | Herrera | Omar Torrijos, Santiago |  |

| Juego 4, 6 de febrero, 19:00 | Veraguas | 8:3 | Herrera | Omar Torrijos, Santiago |  |

| Juego 5, 7 de febrero, 19:00 | Veraguas | 1:9 | Herrera | Omar Torrijos, Santiago |  |

| Juego 1, 3 de febrero, 19:00 | Panamá Oeste | 11:0 (7) | Panamá Este | Horacio Mena, Chame |  |

| Juego 2, 4 de febrero, 19:00 | Panamá Oeste | 7:3 | Panamá Este | Horacio Mena, Chame |  |

| Juego 3, 6 de febrero, 19:00 | Panamá Este | 2:3 | Panamá Oeste | José De La Luz Thompson, Chepo |  |

| Juego 4, 7 de febrero, 19:00 | Panamá Este | 8:3 | Panamá Oeste | José De La Luz Thompson, Chepo |  |

| Juego 5, 8 de febrero, 19:00 | Panamá Este | 0:2 | Panamá Oeste | José De La Luz Thompson, Chepo |  |

| Juego 1, 3 de febrero, 19:00 | Panamá Oeste | 11:0 (7) | Panamá Este | Horacio Mena, Chame |  |

| Juego 2, 4 de febrero, 19:00 | Panamá Oeste | 7:3 | Panamá Este | Horacio Mena, Chame |  |

| Juego 3, 6 de febrero, 19:00 | Panamá Este | 2:3 | Panamá Oeste | José De La Luz Thompson, Chepo |  |

| Juego 4, 7 de febrero, 19:00 | Panamá Este | 8:3 | Panamá Oeste | José De La Luz Thompson, Chepo |  |

| Juego 5, 8 de febrero, 19:00 | Panamá Este | 0:2 | Panamá Oeste | José De La Luz Thompson, Chepo |  |

| Juego 1, 3 de febrero, 19:00 | Coclé | 6:3 | Chiriquí | Miraflores, Penonomé |  |

| Juego 2, 4 de febrero, 19:00 | Coclé | 8:1 | Chiriquí | Miraflores, Penonomé |  |

| Juego 3, 6 de febrero, 19:00 | Chiriquí | 2:1 | Coclé | Kenny Serracin, David |  |

| Juego 4, 7 de febrero, 19:00 | Chiriquí | 3:0 | Coclé | Kenny Serracín, David |  |

| Juego 5, 8 de febrero, 19:00 | Chiriqui | 0:6 | Coclé | Kenny Serracín, David |  |

| Juego 6, 10 de febrero, 19:00 | Coclé | 1:7 | Chiriquí | Miraflores, Penonomé |  |

| Juego 7, 11 de febrero, 19:00 | Coclé | 8:1 | Chiriquí | Miraflores, Penonomé |  |

| Juego 1, 3 de febrero, 19:00 | Coclé | 6:3 | Chiriquí | Miraflores, Penonomé |  |

| Juego 2, 4 de febrero, 19:00 | Coclé | 8:1 | Chiriquí | Miraflores, Penonomé |  |

| Juego 3, 6 de febrero, 19:00 | Chiriquí | 2:1 | Coclé | Kenny Serracin, David |  |

| Juego 4, 7 de febrero, 19:00 | Chiriquí | 3:0 | Coclé | Kenny Serracín, David |  |

| Juego 5, 8 de febrero, 19:00 | Chiriqui | 0:6 | Coclé | Kenny Serracín, David |  |

| Juego 6, 10 de febrero, 19:00 | Coclé | 1:7 | Chiriquí | Miraflores, Penonomé |  |

| Juego 7, 11 de febrero, 19:00 | Coclé | 8:1 | Chiriquí | Miraflores, Penonomé |  |

| Juego 1, 2 de febrero, 18:00 | Los Santos | 7:0 | Panamá Metro | Roberto Hernández, Las Tablas |  |

| Juego 2, 3 de febrero, 19:00 | Los Santos | 2:1 | Panamá Metro | Roberto Hernández, Las Tablas |  |

| Juego 3, 5 de febrero, 19:30 | Panamá Metro | 8:0 | Los Santos | Rod Carew, Ciudad de Panamá |  |

| Juego 4, 6 de febrero, 19:30 | Panamá Metro | 7:0 | Los Santos | Rod Carew, Ciudad de Panamá |  |

| Juego 5, 7 de febrero, 19:30 | Panamá Metro | 6:7 | Los Santos | Rod Carew, Ciudad de Panamá |  |

| Juego 6, 9 de febrero, 18:00 | Los Santos | 3:4 | Panamá Metro | Roberto Hernández, Las Tablas |  |

| Juego 7, 10 de febrero, 19:00 | Los Santos | 1:0 | Panamá Metro | Roberto Hernández, Las Tablas |  |

| Juego 1, 2 de febrero, 18:00 | Los Santos | 7:0 | Panamá Metro | Roberto Hernández, Las Tablas |  |

| Juego 2, 3 de febrero, 19:00 | Los Santos | 2:1 | Panamá Metro | Roberto Hernández, Las Tablas |  |

| Juego 3, 5 de febrero, 19:30 | Panamá Metro | 8:0 | Los Santos | Rod Carew, Ciudad de Panamá |  |

| Juego 4, 6 de febrero, 19:30 | Panamá Metro | 7:0 | Los Santos | Rod Carew, Ciudad de Panamá |  |

| Juego 5, 7 de febrero, 19:30 | Panamá Metro | 6:7 | Los Santos | Rod Carew, Ciudad de Panamá |  |

| Juego 6, 9 de febrero, 18:00 | Los Santos | 3:4 | Panamá Metro | Roberto Hernández, Las Tablas |  |

| Juego 7, 10 de febrero, 19:00 | Los Santos | 1:0 | Panamá Metro | Roberto Hernández, Las Tablas |  |

### Serie Semifinal
| Juego 1, 12 de febrero, 19:00 | Herrera | 10:2 | Los Santos | Claudio Nieto, Monagrillo |  |

| Juego 2, 13 de febrero, 19:00 | Herrera | 0:1 | Los Santos | Claudio Nieto, Monagrillo |  |

| Juego 3, 15 de febrero, 19:00 | Los Santos | 1:6 | Herrera | Roberto Hernández, Las Tablas |  |

| Juego 4, 16 de febrero, 19:00 | Los Santos | 2:3 | Herrera | Roberto Hernández, Las Tablas |  |

| Juego 5, 17 de febrero, 19:00 | Herrera | 0:2 | Los Santos | Claudio Nieto, Monagrillo |  |

| Juego 6, 18 de febrero, 19:00 | Los Santos | 5:0 | Herrera | Roberto Hernández, Las Tablas |  |

| Juego 7, 20 de febrero, 19:30 | Herrera | 10:0 (7) | Los Santos | Rod Carew, Ciudad de Panamá |  |

| Juego 1, 12 de febrero, 19:00 | Herrera | 10:2 | Los Santos | Claudio Nieto, Monagrillo |  |

| Juego 2, 13 de febrero, 19:00 | Herrera | 0:1 | Los Santos | Claudio Nieto, Monagrillo |  |

| Juego 3, 15 de febrero, 19:00 | Los Santos | 1:6 | Herrera | Roberto Hernández, Las Tablas |  |

| Juego 4, 16 de febrero, 19:00 | Los Santos | 2:3 | Herrera | Roberto Hernández, Las Tablas |  |

| Juego 5, 17 de febrero, 19:00 | Herrera | 0:2 | Los Santos | Claudio Nieto, Monagrillo |  |

| Juego 6, 18 de febrero, 19:00 | Los Santos | 5:0 | Herrera | Roberto Hernández, Las Tablas |  |

| Juego 7, 20 de febrero, 19:30 | Herrera | 10:0 (7) | Los Santos | Rod Carew, Ciudad de Panamá |  |

| Juego 1, 13 de febrero, 19:00 | Panamá Oeste | 14:0 (7) | Coclé | Horacio Mena, Chame |  |

| Juego 2, 14 de febrero, 19:00 | Panamá Oeste | 2:6 | Coclé | Horacio Mena, Chame |  |

| Juego 3, 15 de febrero, 19:00 | Coclé | 9:6 | Panamá Oeste | Miraflores, Penonomé |  |

| Juego 4, 16 de febrero, 19:00 | Coclé | 3:7 | Panamá Oeste | Miraflores, Penonomé |  |

| Juego 5, 18 de febrero, 19:00 | Panamá Oeste | 8:4 | Coclé | Horacio Mena, Chame |  |

| Juego 6, 19 de febrero, 19:00 | Coclé | 10:0 (8) | Panamá Oeste | Miraflores, Penonomé |  |

| Juego 7, 21 de febrero, 19:30 | Panamá Oeste | 2:4 | Coclé | Rod Carew, Ciudad de Panamá |  |

| Juego 1, 13 de febrero, 19:00 | Panamá Oeste | 14:0 (7) | Coclé | Horacio Mena, Chame |  |

| Juego 2, 14 de febrero, 19:00 | Panamá Oeste | 2:6 | Coclé | Horacio Mena, Chame |  |

| Juego 3, 15 de febrero, 19:00 | Coclé | 9:6 | Panamá Oeste | Miraflores, Penonomé |  |

| Juego 4, 16 de febrero, 19:00 | Coclé | 3:7 | Panamá Oeste | Miraflores, Penonomé |  |

| Juego 5, 18 de febrero, 19:00 | Panamá Oeste | 8:4 | Coclé | Horacio Mena, Chame |  |

| Juego 6, 19 de febrero, 19:00 | Coclé | 10:0 (8) | Panamá Oeste | Miraflores, Penonomé |  |

| Juego 7, 21 de febrero, 19:30 | Panamá Oeste | 2:4 | Coclé | Rod Carew, Ciudad de Panamá |  |

### Serie Final
| Juego 1, 28 de febrero, 19:00 | Herrera | 4:0 | Coclé | Claudio Nieto, Monagrillo |  |

| Juego 2, 29 de febrero, 19:00 | Herrera | 8:1 | Coclé | Claudio Nieto, Monagrillo |  |

| Juego 3, 2 de marzo, 19:00 | Coclé | 0:2 | Herrera | Miraflores, Penonomé |  |

| Juego 4, 3 de marzo, 19:00 | Coclé | 2:1 | Herrera | Miraflores, Penonomé |  |

| Juego 5, 5 de marzo, 19:30 | Herrera | 1:5 | Coclé | Rod Carew, Ciudad de Panamá |  |

| Juego 6, 6 de marzo, 19:30 | Coclé | 2:3 | Herrera | Rod Carew, Ciudad de Panamá |  |

| Juego 1, 28 de febrero, 19:00 | Herrera | 4:0 | Coclé | Claudio Nieto, Monagrillo |  |

| Juego 2, 29 de febrero, 19:00 | Herrera | 8:1 | Coclé | Claudio Nieto, Monagrillo |  |

| Juego 3, 2 de marzo, 19:00 | Coclé | 0:2 | Herrera | Miraflores, Penonomé |  |

| Juego 4, 3 de marzo, 19:00 | Coclé | 2:1 | Herrera | Miraflores, Penonomé |  |

| Juego 5, 5 de marzo, 19:30 | Herrera | 1:5 | Coclé | Rod Carew, Ciudad de Panamá |  |

| Juego 6, 6 de marzo, 19:30 | Coclé | 2:3 | Herrera | Rod Carew, Ciudad de Panamá |  |